# Iperstene
L'iperstene è un minerale, un pirosseno rombico ferrifero, non riconosciuto dall'IMA dal 1988 in quanto è un membro della serie enstatite-ferrosilite.

## Abito cristallino
Rombico - bipiramidale

## Forma in cui si presenta in natura
Cristalli prismatici tozzi

## Caratteri chimici
Insolubile, viene decomposto lentamente dall'acido fluoridrico.